# 梨形碘泡虫
梨形碘泡虫（学名：Myxobolus pyriformis）为碘泡科碘泡虫属的动物。在中国，分布于云南等，营寄生生活，寄生在桥街墨头鱼的体壁。